# Джанкат, Берк
Бе́рк Джанка́т (тур. Berk Cankat; род. 9 мая 1984, Анкара) — турецкий актёр театра и телевидения.

## Биография
Родился в 1984 году в Анкаре, имеет черкесское происхождение.
Берк Джанкат окончил факультет графического дизайна в университете «Билкент». Снимался в рекламе и играл в театре.
Учился актёрскому мастерству в театральной академии «35».
Когда Берк был ещё ребёнком его семья переехала из Анкары в Эскишехир, затем — в Хатай, после окончания средней школы Берк с семьёй переехал в Стамбул.

## Карьера
В 2011 году Берк сыграл в Чайке, знаменитой пьесе Антона Павловича Чехова.
В 2013 году Берку предложили роль Саваша в сериале «Я открою тебе тайну».
Мировую славу актёру принесла роль Джема в сериале «Прилив».
Не менее значимой стала роль в сериале «Сельская красавица».
В ноябре 2015 года Берк получил в сериале «Великолепный век. Империя Кёсем» роль Шехзаде Искендера (Яхья), потерянного сына султана Мурада III и Сафие-султан. Прототипом персонажа стал Яхья, заявлявший, что является сыном султана Мехмета III, шехзаде.
В начале 2017 года снялся в сериале «Звёзды — мои свидетели» с популярной актрисой Озге Гюрель.
В 2018 году снялся в сериале «Сумасшедший ветер».

## Фильмография
| Год       |   | Русское название                | Оригинальное название  | Роль             |
| --------- | - | ------------------------------- | ---------------------- | ---------------- |
| 2013—2014 | с | Я открою тебе секрет            | Sana Bir Sır Vereceğim | Саваш            |
| 2014—2015 | с | Сельская красавица              | Güzel Köylü            | Джемаль          |
| 2015—2016 | с | Великолепный век. Империя Кёсем | Muhteşem Yüzyıl Kösem  | Шехзаде Искендер |
| 2017      | с | Звёзды — мои свидетели          | Yildizlar sahidim      | Арас             |
| 2014      | с | Прилив                          | Medcezir               | Джем             |
| 2018      | с | Сумасшедший ветер               | Bir Deli Rüzgar        | Угур             |